# Асаго
Аса̀го (на италиански: Assago, на западноломбардски: Asàgh, Азаг) е градче и община в Северна Италия, провинция Милано, регион Ломбардия. Разположено е на 109 m надморска височина. Населението на общината е 8199 души (към 2012 г.).